# 100 Grans Romanesos
L'any 2006, la Televiziunea Română (Televisió Estatal Romanesa – "TVR") va organitzar un programa perquè el públic romanès votés els que ells consideraven havien estat els "100 Grans Romanesos" de tots els temps, essent aquest programa una versió del programa britànic "100 Greatest Britons". Els romanesos varen tenir la possibilitat de votar per telèfon, per mòbil o per internet (la gran majoria varen optar per aquesta darrera opció). El programa que es va dir "Grans Romanesos", ("Mari Români"), va incloure capítols dedicats a cadascun dels 10 personatges finalistes. Finalment, en el darrer programa es va fer un debat entre diferents experts i intel·lectuals que opinaren sobre cadascun dels personatges que havien arribat a la final. El 21 d'octubre de 2006, TVR va anunciar que "El més gran romanès de tots els temps", segons les votacions, era Ştefan cel Mare.
S'ha de destacar que no va estar prohibit votar a personatges que representaven a ideologies com el feixisme o el comunisme.

## Llista dels 100 millors romanesos de tots els temps
1. Ştefan cel Mare (1433 – 1504) –  Voivoda (Príncep) de Moldavia entre els anys 1457-1504. Va convertir en la seva època a Moldàvia en un estat poderós, mantenint la seva independència respecte a les grans potències del moment. També es va destacar per ser una gran defensor de la cristiandat ortodoxa, fet pel qual fou santificat per l'Església Ortodoxa Romanesa
2. Carol I (1839 – 1814) – Fou el primer príncep i rei romanès de la dinastia Hohenzollern–Sigmaringen (1866-1914), aconseguint la independència de Romania
3. Mihai Eminescu (1850 – 1889) – Poeta romanès, representant del romanticisme tardà, considerat el més influent poeta romanès
4. Mihai Viteazul (1558 – 1601) – Voivoda (Príncep) de Valàquia, Moldàvia i Transsilvània. Fou el primer voivoda que va aconseguir unificar els Principats Romanesos
5. Richard Wurmbrand (1909 – 2001) – Ministre i Pastor cristià evangèlic, autor i educador que va passar catorze anys a una presó comunista
6. Ion Antonescu (1882 – 1946) – Militar, Primer ministre i "Conducător" (líder) de Romania al llarg de la Segona Guerra Mundial
7. Mircea Eliade (1907 – 1986) – Antropòleg, Investigador i Professor de la història de les religions, orientalista i novel·lista
8. Alexandru Ioan Cuza (1820 – 1873) – Militar i polític romanès. Fou el primer Voivoda (Príncep) que va unificar Valàquia i Moldàvia, l'any 1859, creant–se així l'Estat Romanès modern. Mitjançant les seves reformes, basades en el model estatal francès, va començar la modernització de Romania
9. Constantin Brâncuşi (1876 – 1957) – Escultor, un dels més importants del segle xx
10. Nadia Comăneci (1961 –) – Esportista, una de les més importants gimnastes del segle xx, guanyadora de cinc medalles d'or olímpiques. Fou la primera gimnasta de tots els temps en obtenir una puntuació de 10, al considerar–se la seva execució dels exercicis de gimnàstica perfectes
11. Nicolae Ceauşescu (1918 – 1989) – Polític, fou el darrer president comunista de Romania
12. Vlad Ţepeş (1431 – 1476) – Voivoda (Príncep) de Valàquia, es va destacar per la seva crueltat, però sobretot per ser un ferm defensor de la cristiandat ortodoxa, així com de la lluita contra la corrupció i per garantir la independència del seu principat envers els otomans i els hongaresos
13. Gigi Becali (1958 –) – Polític, controvertit home de negocis, és l'actual propietari del Steaua de Bucarest
14. Henri Coandă (1886 – 1972) – Inventor i pioner de l'aerodinàmica
15. Gheorghe Hagi (1965 –) – Esportista, destacat futbolista i entrenador de futbol. Anomenat el "Maradona dels Carpats" és considerat el més gran futbolista romanès de tots els temps
16. Ion Luca Caragiale (1852 – 1912) – Dramaturg i escriptor, és un dels més grans autors clàssics de la literatura romanesa
17. Nicolae Iorga (1871 – 1940) – Historiador, escriptor i polític, és l'autor romanès més prolífic
18. Constantin Brâncoveanu (1654 – 1714) – Voivoda (Príncep) de Valàquia, màrtir del cristianisme ortodox romanès, inspirador de l'estil arquitectònic «brâncovenesc»
19. George Enescu (1881 – 1955) – Músic, compositor i director d'orquestra, un dels més grans músics contemporanis romanesos i europeus del segle xx
20. Gregorian Bivolaru (1952 –) – Pensador i fundador d'una important organització de ioga
21. Mirel Rădoi (1980 –) – Esportista, destacat futbolista del Steaua de Bucarest
22. Corneliu Zelea Codreanu (1899 – 1938) – Polític i líder de l'organització nacionalista–cristiana d'orientació feixista "Guàrdia de Ferro" als anys 1930
23. Nicolae Titulescu (1882 – 1941) – Polític i diplomàtic, fou president de la Societat de Nacions
24. Ferdinand I (1865 – 1927) – Rei de Romania durant la Primera Guerra Mundial
25. Mihai I (1921 –) – Rei de Romania durant la Segona Guerra Mundial i darrer rei romanès abans de la instauració del comunisme
26. Dècebal (? – 106) – Darrer Rei de la Dàcia abans de la conquesta romana
27. Traian Băsescu (1951 –) – Polític i mariner. Antic Alcalde de Bucarest, des de l'any 2004 és el President de Romania
28. Gheorghe Mureşan (1971 –) – Esportista, destacat jugador de bàsquet, fou el primer romanès a jugar en l'NBA
29. Ion I. C. Brătianu (1864 – 1927) – Polític liberal, fou primer ministre romanès al llarg de cinc mandats
30. Răzvan Lucescu (1969 –) Esportista, destacat futbolista i en l'actualitat entrenador de futbol
31. Nicolae Paulescu (1869 – 1931) – Fisiòleg, fou el descobridor de la insulina
32. Iuliu Maniu (1873 – 1953) – Polític, va tenir un paper destacat en la Romania del període entre les dues guerres mundials
33. Iuliu Hossu (1885 – 1970) – Religiós, Bisbe de la confessió 
cristiana greco–catòlica, fou víctima del règim comunista romanès
34. Emil Cioran (1911 – 1995) – Escriptor, filòsof i assagista que es va destacar per escriure tant en romanès com en francès, essent un dels autors més influents del segle xx
35. Avram Iancu (1824 – 1872) – Polític i líder de la Revolució de l'any 1848 a Transsilvània
36. Burebista (? – 44 aC) – Rei de la Dàcia
37. Reina Maria (1875 – 1938) – Reina de Romania
38. Petre Ţuţea (1902 – 1991) – Pensador i destacat filòsof cristià, fou víctima del règim comunista romanès
39. Corneliu Coposu (1914 – 1995) – Polític, fou víctima del règim comunista romanès
40. Aurel Vlaicu (1882 – 1913) – Inventor un dels principals pioners de l'aviació moderna
41. Iosif Trifa (1888 – 1938) – Religiós i Sacerdot cristià ortodox, fundador d'una organització cristiana
42. Nichita Stănescu (1933 – 1983) – Escriptor, poeta i assagista
43. Ion Creangă (1837 – 1889) – Escriptor, un dels autors clàssics més importants de la literatura romanesa
44. Mădălina Manole (1967 –) – Actriu i cantant pop
45. Corneliu Vadim Tudor (1949 –) – Historiador, escriptor, periodista i polític nacionalista; és un dels fundadors del Partit Romania Mare, (Partit de la Gran Romania)
46. Traian Vuia (1872 – 1950) – Inventor, pioner de l'aviació moderna
47. Lucian Blaga (1895 – 1961) – Poeta, dramaturg i filòsof
48. George Emil Palade (1912 –) – Científic, biòleg cel·lular. L'any 1974 va guanyar el Premi Nobel de Medicina
49. Ana Aslan (1897 – 1988) – Científica, biòloga, física i inventora. Les seves investigacions foren molt important en el domini de la gerontologia
50. Adrian Mutu (1979 –) – Esportista, destacat futbolista romanès que juga actualment a Itàlia a la AC Fiorentina
51. Florin Piersic (1936 –) – Actor de teatre i de films
52. Mihail Kogălniceanu (1817 – 1891) – Polític, historiador, fou primer ministre dels Principats Unificats de Valàquia i Moldàvia
53. Iancsi Korossy (1926 – 2013) – Artista de jazz
54. Dimitrie Cantemir (1673 – 1723) – Voivoda (Príncep) de Moldàvia i important home de lletres
55. Ilie Năstase (1946 –) – Esportista, un dels més destacats jugadors de tenis del segle xx
56. Gheorghe Zamfir (1941 –) – Músic destacat
57. Gică Petrescu (1915 – 2006) – Músic, compositor i cantant de música folk i pop
58. Elisabeta Rizea (1912 – 2003) – Lluitadora i partisana anti–comunista
59. Bulă (fictici) – personatge recurrent i important dins de l'humor romanès
60. Amza Pellea (1931 – 1983) – Actor de teatre i de films
61. Maties Corví (1443 (?) – 1490) – Rei d'Hongria, d'origen romanès
62. Mircea cel Bătrân (1355 – 1418) – Voivoda (Príncep) de Valàquia, es va destacar per ser un ferm defensor de la cristiandat ortodoxa
63. Titu Maiorescu (1840 – 1917) – Política i destacat crític literari
64. Toma Caragiu (1925 – 1977) – Humorista i actor. És un dels més destacats actors romanesos del segle xx
65. Mihai Trăistariu (1979 –) – Músic i cantant pop
66. Andreea Marin (1974 –) – Presentadora d'un programa de televisió
67. Emil Racoviță (1868 – 1947) – biòleg, espeleòleg i explorador de l'Antàrtida
68. Victor Babeș (1854 – 1926) – biòleg i bacteriòleg, un dels fundadors de la microbiologia
69. Nicolae Bălcescu (1819 – 1852) – Polític, fou un dels destacats líders de la Revolució de 1848 a Valàquia
70. Horia-Roman Patapievici (1957 –) – Físic, filòsof, escriptor i assagista
71. Ion Iliescu (1930 –) – Polític, fou el primer president de Romania després de la Revolució de l'any 1989
72. Marin Preda (1922 – 1980) – Escriptor i destacat novel·lista, és considerat un dels més importants escriptors romanesos del segle xx
73. Eugen Ionescu (1909 – 1994) – Escriptor, pensador i dramaturg, conegut per la seva aportació al teatre de l'absurd
74. Dumitru Stăniloae (1903 – 1993) – Religiós, sacerdot cristià ortodox, important teòleg
75. Alexandru Todea (1905 – 2002) – Religiós, Bisbe de la confessió cristiana greco–catòlica, fou víctima del règim comunista romanès
76. Tudor Gheorghe (1945 –) – Músic, cantant i actor de teatre
77. Ion Ţiriac (1939 –) – Esportista, un dels més destacats jugadors romanesos de tennis del segle xx, actualment és un important home de negocis
78. Ilie Cleopa (1912 – 1998) – Religiós cristià ortodox
79. Arsenie Boca (1910 – 1989) – Religiós, sacerdot i teòleg cristià ortodox, fou víctima del règim comunista romanès
80. Bănel Nicoliță (1985 –) – Esportista i destacat futbolista del Steaua de Bucarest
81. Dumitru Cornilescu (1891 – 1975) – Religions, sacerdot ortodox, posteriorment convertit al protestantisme, traductor de la Bíblia al romanès l'any 1921
82. Grigore Moisil (1906 – 1973) – Científic, matemàtic i pioner de la informàtica
83. Claudiu Niculescu (1976 –) – Esportista i destacat futbolista del Dinamo de Bucarest
84. Florentin Petre (1976 –) – Esportista i destacat futbolista romanès
85. Marius Moga (? –) – Músic, compositor i cantant de música pop
86. Nicolae Steinhardt (1912 – 1989) – Religiós, pastor protestant i escriptor
87. Laura Stoica (1967 – 2006) – Actriu i cantant de pop – rock
88. Cătălin Hâldan (1976 – 2000) – Esportista i destacat futbolista romanès
89. Anghel Saligny (1854 – 1925) – Enginyer
90. Ivan Patzaichin (1949 –) – Esportista, va ser el guanyador de set medalles olímpiques de canoa
91. Maria Tănase (1913 – 1963) – Actriu i cantant de música tradicional i popular. És una de les més importants i influents artistes romaneses del segle xx
92. Sergiu Nicolaescu (1930 –) – Actor, director de pel·lícules i polític
93. Octavian Paler (1926 – 2007) – Pensador, filòsof i assagista
94. Eroul Necunoscut (L'Heroi Desconegut)
95. Ciprian Porumbescu (1853 – 1883) – Músic, compositor i poeta
96. Nicolae Covaci (1947 –) – Músic i fundador del grup de rock "Phoenix"
97. Dumitru Prunariu (1952 –) – Científic i primer cosmonauta romanès
98. Iancu Corvin de Hunedoara (c. 1387 – 1456) – Militar i noble hongarès. Fou el pare de Matei Corvin, voivoda (príncep) de Transsilvània, capità general i regent del Regne d'Hongria, d'origen romanès
99. Constantin Noica (1909 – 1987) – Pensador, filòsof i assagista
100. Badea Cârțan (1849 – 1911) – Pastor romanès que va lluitar pels drets dels romanesos a Transsilvània (en aquells moment formava part de l'Imperi Austrohongarès) i per a la independència de Romania enfront a l'Imperi Otomà

## Pitjors romanesos
Paral·lelament el diari romanès Evenimentul Zilei (en català L'Esdeveniment del dia) va organitzar una enquesta sobre els pitjors romanesos de tots els temps ("Amari Români" – Amargs Romanesos", enfront als "Mari Români", "Grans Romanesos"). El curiós de tot plegat és que alguns dels personatges votats entre els més grans romanesos, són considerats per altes sectors de la població entre els més "amargs": 
1. Ion Iliescu – Polític, fou el primer president de Romania després de la Revolució de l'any 1989
2. Nicolae Ceauşescu – Polític, fou el darrer president comunista de Romania
3. Gigi Becali – Polític, controvertit home de negocis, és l'actual propietari del Steaua de Bucarest
4. Adrian Năstase – Polític i primer ministre de Romania entre els 2000 i 2004, actualment està encausat a nombrosos casos de corrupció.
5. Carol II – Rei de Romania, instaurador d'un règim autoritari entre els anys 1938 i 1940, acceptant les cessions territorials de l'any 1940
6. Mihai I – Rei de Romania durant la Segona Guerra Mundial i darrer rei romanès abans de la instauració del comunisme
7. Traian Băsescu – Polític i mariner. Antic Alcalde de Bucarest, des de l'any 2004 és el President de Romania
8. Gheorghe Gheorghiu–Dej – Polític i President de Romania entre els anys 1961 i 1965. Fou un destacat líder comunista de Romania
9. Elena Ceauşescu – Política, consellera i esposa de Nicolae Ceauşescu
10. Sorin Ovidiu Vântu – Home de negocis molt controvertit, està acusat d'haver estafat els estalvis de milers de romanesos